# Лизеру, Жюльен
Жюлье́н Лизеру́ (фр. Julien Lizeroux, род. 5 сентября 1979, Мутье (Савойя), Франция) — французский горнолыжник, чемпион мира 2017 года в командном первенстве (на старт не выходил), двукратный вице-чемпион мира 2009 года. Специалист слаломных дисциплин.
В Кубке мира Лизеру дебютировал в 2000 году, в январе 2009 года одержал свою первую победу на этапе Кубка мира в слаломе. Всего  имеет 3 победы на этапах Кубка мира, все в слаломе. Лучшим достижением в общем зачёте Кубка мира, является для Лизеру 9-е место в сезоне 2009/10. из-за травмы был вынужден полностью пропустить сезон 2011/12.
На Олимпиаде-2010 в Ванкувере стал 18-м в суперкомбинации и 9-м в слаломе.
За свою карьеру участвовал в шести чемпионатах мира, завоевал две серебряные медали на чемпионате мира 2009 года в Валь-д'Изере. В 2017 году стал чемпионом мира в командном первенстве — Лизеру был в составе команды, ни ни разу не вышел на старт.
В январе 2021 года объявил о завершении карьеры.
Использовал лыжи производства фирмы Dynastar.
Встречается с французской горнолыжницей Тессой Уорли.

## Победы на этапах Кубка мира (3)
| № | Сезон   | Дата        | Место         | Дисциплина |
| - | ------- | ----------- | ------------- | ---------- |
| 1 | 2008/09 | 25 янв 2009 | Кицбюэль      | Слалом     |
| 2 | 2008/09 | 1 мар 2009  | Краньска-Гора | Слалом (2) |
| 3 | 2009/10 | 10 янв 2010 | Адельбоден    | Слалом (3) |